# عين ريهان (كلاز)
عين ريهان هي إحدى مشيخات المملكة المغربية، تتبع جغرافيا لإقليم تاونات وإداريًا لكلاز. يقدر عدد سكانها بـ 5188 نسمة حسب الإحصاء الرسمي للسكان والسكنى لسنة 2004.